# 극장판 도라에몽: 진구의 보물섬
《극장판 도라에몽: 진구의 보물섬》(일본어: 映画ドラえもん のび太の宝島 도라에몬 노비타노 다카라지마[*]→직역: 도라에몽 노비타의 보물섬)은 2018년 3월 3일에 개봉한 일본의 애니메이션 영화이다. 극장판 도라에몽의 38번째 작품(애니메이션 제2작2기 시리즈 13번째 작품)이다.
캐치프레이즈는 「"본 것은, 보물 이상의, 보물.", "용기와 우정은, 해적도 빼앗을 수 없는 보물이다.", "그 섬을 만든 것은, 사랑이었습니다."」

## 개요
로버트 루이스 스티븐슨의 아동 문학 작품 《보물섬》을 모티브로 한 작품이다. 또한 후지코프로 설립 30주년 기념 작품이다. 감독인 이마이 가즈아키는 본작을 영화 도라에몽 최초의 프렌차이즈 영화라고 말하고 있다.
2017년 7월 6일에 예고편이 처음으로 공개되었으며, 이후 같은 해 12월 1일에 특보가 공개되어 같은 날의 애니메이션 방송에서 90초의 예고편이 공개되었다.
TV 애니메이션 제2작2기 시리즈로는 최초로 미니도라가 등장하며 《극장판 도라에몽: 진구의 공룡대탐험》에 이은 미니 코너 "도라도라 탐험대" 이후 처음으로 몸이 빨간색이 아닌 미니도라가 등장한다. 또한 본작의 예고편이 지상파 처음으로 방송된 2017년 7월 28일 방송분 TV 시리즈에도 오랜만에 미니도라가 등장하였다.
또한 주인공의 캐릭터 디자인이 지금까지의 제2작2기 시리즈의 영화와는 다르다.

### 관련 · 콜라보 기획

옷톳토 도라에몽 버전(우스시오 맛)의 포장지 모습

모리나가 제과의 과자인 "옷톳토"(일본어: おっとっと)가 본작과 콜라보하여 과자에 도라에몽과 비밀도구의 모양도 포함하고 포장지에도 본작의 일러스트를 그려넣은 버전이 출시된다. 출시는 2017년 7월에 했다.

### 연혁
- 2017년 6월 14일 - 공식적으로 개봉한다고 발표되어 비주얼과 홈페이지가 해금(잠금 해제)된다.
- 2017년 7월 6일 - 티저 예고편이 YouTube에서 공개되었으며 이 날 방송한 TV 애니메이션 도라에몽에서도 예고편이 방영되었다.

## 목소리 출연
- 도라에몽 - 미즈타 와사비, 윤아영 (한국어 더빙)
- 노비타 - 오오하라 메구미, 김정아 (한국어 더빙)
- 시즈카 - 카카즈 유미, 조현정 (한국어 더빙)
- 자이언 - 기무라 스바루, 최낙윤 (한국어 더빙)
- 스네오 - 세키 도모카즈, 이현주 (한국어 더빙)
- 미니도라 - 카네모토 히사코, 원에스더 (한국어 더빙)
- 노비타의 엄마 - 미쓰이시 고토노, 임은정 (한국어 더빙)

## 게스트 캐릭터
앵무새형 로봇 · 퀴즈 (オウム型ロボット・クイズ)
목소리 - 유키 아오이
(キャプテン･シルバー)
목소리 - 오오이즈미 요
(フロック)
목소리 - 야마시타 다이키
(セーラ)
목소리 - 오리카사 후미코
(ビビ)
목소리 - 하야미 사오리
(ガガ)
목소리 - 오오토모 류자부로

## 스태프
감독인 TV 애니메이션 시리즈의 연출, 그림 콘티를 담당하고 있는 이마이 가즈아키가, 각본은 《너의 이름은》의 프로듀서로 활동했던 가와무라 겐기가 담당한다.
- 원작 - 후지코 F. 후지오
- 감독 - 이마이 가즈아키
- 각본 - 가와무라 겐기
- 퀴즈 감독 - 후루카와 요헤이[13]
- 애니메이션 제작 - 신에이 동화

## 주제가
엔딩 테마 - 〈도라에몽〉(ドラえもん)
작사 · 노래 - 호시노 겐（스피드스타 레코드） / 작곡 - 호시노 겐 & 菊池俊輔 / 편곡 - 호시노 겐
삽입곡
〈여기에 없는 당신에게〉(ここにいないあなたへ)
작사 · 노래 - 호시노 겐 / 작곡 - 호시노 겐 / 편곡 - 호시노 겐

## 갤러리

일본어 포스터

### 내용주
1. ↑  영화 본편을 제외하면 전작의 엔딩이 애니메이션 제2작2기 시리즈의 최초 등장이다.
2. ↑  시즈카를 제외하고 캐릭터의 검은 눈동자가 작아졌으며 도라에몽의 수염과 입이 제2작1기 초기분과 가깝게 그려졌다.

### 참조주
1. ↑  《熟悉的味道!"金龟子"再度配音蓝胖子》 (중국어). 时光网. 2018년 5월 28일. 2018년 8월 2일에 원본 문서에서 보존된 문서. 2018년 7월 8일에 확인함.
2. ↑  Superdoraking (2018년 4월 12일). 《暑假第一檔磅礡上映! 《電影哆啦A夢：大雄的金銀島》改定6月29日台灣上映》 (중국어). 哆啦A夢中文網.
3. ↑  “2018年上半期作品別興行収入（10億以上）” [2018년 상반기 작품 흥행 수입 (10억 이상)] (pdf) (일본어). 도호주식회사 영화영업부 • 선전부. 2018년 7월 23일. 2018년 9월 1일에 확인함.
4. ↑  “ドラえもん 新劇場版は川村元気が脚本　傑作「宝島」がモチーフで18年3月公開” [도라에몽 신 극장판은 가와무라 겐기가 각본, 걸작 "보물섬"을 모티브로 18년(2018년) 3월 공개(개봉)] (일본어). 마이니치 신문. 2017년 6월 14일. 2017년 8월 17일에 원본 문서에서 보존된 문서. 2017년 7월 2일에 확인함.
5. ↑  DoraemonTheMovie (2017년 7월 7일). 《［映画ドラえもん のび太の宝島］予告編１》 [[영화 도라에몽 노비타의 보물섬] 예고편 1] (일본어). YouTube. 2017년 7월 9일에 확인함.
6. ↑  “2018 Doraemon Film Inspired by Stevenson's Treasure Island Novel” [스티븐슨의 소설 "보물섬"에서 영감을 얻은 도라에몽 영화가 2018년 개봉] (영어). 아니메 뉴스 네트워크. 2017년 6월 14일. 2017년 6월 17일에 확인함.
7. ↑  “映画ドラえもん 『のび太の恐竜2006』 - ムービ紹介 - キャラクター” [영화 도라에몽 《노비타의 공룡 2006》 - 무비 소개 - 캐릭터] (일본어). DoraEiga. 2017년 7월 25일에 확인함., 미니도라가 없음을 확인.
8. ↑  “映画ドラえもん のび太の新魔界大冒険 - カードをクリックすると、キャラクター紹介がみられるぞ！” [영화 도라에몽 노비타의 신 마계대모험 - 카드를 클릭하면 캐릭터 소개가 보일 거야!] (일본어). DoraEiga. 2017년 7월 25일에 확인함., 모든 카드를 클릭하여 문제를 푼 후 미니도라가 항목에 없음을 확인
9. ↑  “2008年 『映画ドラえもんのび太の緑の巨人伝』 - イントロダクション - キャラクター” [2008년 《영화 도라에몽 노비타의 초록거인전》 - 인트로덕션 - 캐릭터] (일본어). DoraEiga. 2017년 7월 25일에 확인함., 미니도라가 없음을 확인.
10. ↑  “映画ドラえもん 新・のび太の宇宙開拓史” [영화 도라에몽 신 노비타의 우주개척사] (일본어). DoraEiga. 2016년 2월 27일에 원본 문서에서 보존된 문서. 2017년 7월 26일에 확인함., 하단의 캐릭터 목록에 미니도라가 없음을 확인.
11. ↑  “映画ドラえもん 新・のび太と鉄人兵団 ~ばばたけ天使たち~ - キャラクター” [영화 도라에몽 신 노비타와 철인병단 ~날아오르는 천사들~ - 캐릭터] (일본어). DoraEiga. 2017년 7월 26일에 확인함., 미니도라가 없음을 확인.
12. ↑  “ドラえもんがおっとっとに！「おっとっと〈うすしお味〉」--菓子型にタケコプター、スモールライトなど” [도라에몽이 옷톳토에! "옷톳토<우스시오 맛>"--과자 모양에 타케콥터(대나무 헬리콥터), 스몰라이트 등] (일본어). 엔타베. 2017년 7월 5일. 2017년 7월 16일에 확인함.
13. ↑  “悠木碧さん演じるオウム型ロボットが、TVアニメ『ドラえもん』宝島クイズコーナーに登場！　『映画ドラえもん のび太の宝島』にも出演決定” [유키 아오이 씨가 연기하는 앵무새형 로봇이 TV 애니메이션 《도라에몽》 보물섬 퀴즈 코너에 등장! 《영화 도라에몽 노비타의 보물섬》에도 출연 결정]. 《애니메이트 타임즈》 (일본어). 2017년 10월 12일. 2017년 11월 5일에 확인함.

## 같이 보기
- 애니메이션 영화
- 도라에몽의 영화 작품
- 보물섬